# Haukur Þrastarson
Haukur Þrastarson, född 14 april 2001 i Selfoss, är en isländsk handbollsspelare. Han spelar som mittnia för Vive Kielce och det isländska landslaget.

## Meriter
Med klubblag
- Isländsk mästare 2019 med Selfoss
- Polsk mästare 2021, 2022 och 2023 med KS Kielce
- Polsk cupmästare 2021 med KS Kielce

Individuella utmärkelser
- MVP vid U18-EM 2018[2]